# جورج فون كروغ
جورج فون كروغ (بالنرويجية البوكمول: Georg von Krogh)‏ هو اقتصادي وأستاذ جامعي نرويجي، ولد في 24 مايو 1963 في أوسلو في النرويج.